# Barlow (Familienname)
Barlow ist ein englischer Familienname.

## Namensträger
- Abigail Barlow (* 1998), amerikanische Sängerin und Songwriterin
- Alan Barlow (1881–1968), britischer Staatsbeamter und Kunstsammler
- Alby Barlow, australischer Radrennfahrer
- Anderson Montague-Barlow (1868–1951), britischer Politiker und Rechtsanwalt
- Barriemore Barlow (* 1949), britischer Schlagzeuger und Perkussionist
- Bert Barlow (1916–2004), englischer Fußballspieler
- Bradley Barlow (1814–1889), US-amerikanischer Politiker
- Brian Barlow (* 1952), kanadischer Jazzmusiker
- Caroline Barlow (1934–2023), irische Politikerin, siehe Carrie Acheson
- Charles A. Barlow (1858–1927), US-amerikanischer Politiker
- Chris Barlow (* 1961), US-amerikanischer Kanute
- Clarence Barlow (Klarenz Barlow; 1945–2023), indisch-britisch-niederländischer Komponist
- Cyril Barlow (1889–nach 1922), englischer Fußballspieler
- Dale Barlow (* 1959), australischer Jazzmusiker
- David Barlow (Basketballspieler) (* 1983), australischer Basketballspieler
- David Harrison Barlow (* 1942), US-amerikanischer Psychologe
- Dick Barlow (Richard Gorton Barlow; 1851–1919), englischer Cricketspieler
- Eddie Barlow (1940–2005), südafrikanischer Cricketspieler
- Edward Barlow (1636–1716), englischer Uhrmacher
- Eeben Barlow (* um 1953), südafrikanischer Offizier
- Emilie-Claire Barlow (* 1976), kanadische Jazzmusikerin und Synchronsprecherin
- Elizabeth Barlow Rogers (* 1936), US-amerikanische Landschaftsdesignerin, Denkmalpflegerin und Autorin
- Eric Barlow (* 1966), US-amerikanischer Politiker
- Fil Barlow (* 1963), australischer Comiczeichner, Schriftsteller und Produzent
- Ferdinand Barlow (1881–1951), französisch-elsässischer Komponist
- Francis Channing Barlow (1834–1896), US-amerikanischer General
- Frank Barlow (1911–2009), britischer Historiker
- Friedrich Wilhelm Barlow (1795–1864), deutscher Schauspieler und Theaterintendant
- Gary Barlow (* 1971), britischer Singer-Songwriter
- George Barlow (Fußballspieler) (1885–1921), englischer Fußballspieler
- George Barlow (Zoologe) (1929–2007), US-amerikanischer Zoologe, Ichthyologe und Verhaltensforscher
- George Barlow (Schriftsteller) (George W. Barlow; * 1936), französischer Schriftsteller und Übersetzer
- George Barlow (Dichter) (* 1948), US-amerikanischer Dichter
- George Herbert Barlow (1921–1979), US-amerikanischer Jurist
- George Hilario Barlow (1762–1847), britischer Politiker, Generalgouverneur von Indien
- Harold E. M. Barlow (1899–1989), britischer Elektroingenieur
- Harry Sibthorpe Barlow (1860–1917), britischer Tennisspieler
- Helena Barlow (* 1998), britische Schauspielerin
- Horace Barlow (1921–2020), britischer Neurowissenschaftler
- Jack Barlow (1924–2011), US-amerikanischer Countrysänger
- James Barlow (Autor) (1921–1973), englischer Schriftsteller
- James Barlow (Geologe) (1923–2015), US-amerikanischer Geologe
- Janet Barlow, britische Meteorologin
- Jennifer Barlow, Schauspielerin
- Jocelyn Barlow (1901–1975), britische Sportschützin
- Joel Barlow (1754–1812), US-amerikanischer Dichter, Staatsmann und Schriftsteller
- John Barlow (Geistlicher) (1798–1869), britischer Geistlicher und Wissenschaftler
- John Barlow (Fußballspieler) (1875–1953), englischer Fußballspieler
- John Barlow (Schachspieler) (* 1947), südafrikanischer Schachspieler
- John Noble Barlow (1861–1917), englischer Maler
- John Perry Barlow (1947–2018), US-amerikanischer Bürgerrechtler und Songtexter
- John W. Barlow (1838–1914), US-amerikanischer Offizier, Brigadegeneral der US-Army
- Joy Barlow (1923–1995), US-amerikanische Schauspielerin
- Ken Barlow (Trabrennfahrer) (Kenneth D. Barlow; * 1936), US-amerikanischer Trabrennfahrer
- Ken Barlow (Basketballspieler) (Kenneth Barlow; * 1964), US-amerikanischer Basketballspieler
- Klara Barlow (Alma Claire Williams; 1928–2008), US-amerikanische Opernsängerin (Sopran)
- Lou Barlow (* 1966), US-amerikanischer Musiker
- Martin T. Barlow (* 1953), britischer Mathematiker
- Matt Barlow (* 1970), US-amerikanischer Sänger
- Maude Barlow (* 1947), kanadische Schriftstellerin
- Melissa Hickman Barlow, US-amerikanische Strafrechtlerin und Kriminologin
- Myron G. Barlow (1873–1937), US-amerikanischer Maler
- Peter Barlow (1776–1862), britischer Mathematiker, Physiker und Erfinder
- Peter William Barlow (1809–1885), britischer Bauingenieur
- Phyllida Barlow (1944–2023), britische Künstlerin
- Rachel Barlow (* 1982), südafrikanische Fechterin
- Ray Barlow (1926–2012), englischer Fußballspieler
- Richard Barlow (Nachrichtendienstmitarbeiter), amerikanischer Nachrichtendienstmitarbeiter
- Richard Barlow (Cricketspieler) (* 1972), englischer Cricketspieler
- Richard Barlow (Schauspieler), US-amerikanischer Schauspieler
- Richard E. Barlow (Richard Eugene Barlow; * 1931), amerikanischer Mathematiker und Hochschullehrer
- Robert H. Barlow (1918–1951), US-amerikanischer Autor, Historiker und Anthropologe
- Samuel Barlow (Komponist) (Samuel Latham Mitchell Barlow; 1892–1982), US-amerikanischer Komponist
- Samuel Kimbrough Barlow (Sam Barlow; 1795–1867), US-amerikanischer Pionier und Unternehmer
- Stephen Barlow (Politiker) (1779–1845), US-amerikanischer Politiker
- Stephen Barlow (Dirigent) (* 1954), englischer Dirigent
- Stephen Steele Barlow (1818–1900), US-amerikanischer Jurist und Politiker
- Thomas Barlow (1845–1945), britlischer Arzt
- Tom Barlow (Basketballspieler) (1896–1983), US-amerikanischer Basketballspieler
- Tom Barlow (1940–2017), US-amerikanischer Politiker
- Vernon Barlow (1909–1975), britischer Moderner Fünfkämpfer

- William Barlow (Bischof von Chichester) († 1568), britischer Bischof
- William Barlow (Bischof von Lincoln) († 1613), britischer Bischof
- William Barlow (Geologe) (1845–1934), britischer Geologe
- William Henry Barlow (1812–1902), britischer Architekt